# Championnats du monde de cyclisme sur route 1996
Navigation
Duitama 1995 Saint-Sébastien 1997
Les championnats du monde de cyclisme sur route 1996 ont eu lieu du 9 au 13 octobre 1996 à Lugano en Suisse. C'est la première édition du championnat du monde des moins de 23 ans.

## Résultats
| Épreuves :                                  | Or                            | Or              | Argent                      | Argent          | Bronze                        | Bronze          |
| Épreuves masculines                         |                               |                 |                             |                 |                               |                 |
| Hommes - course en ligne                    | Johan Museeuw Belgique        | 6 h 23 min 50 s | Mauro Gianetti Suisse       | 6 h 23 min 51 s | Michele Bartoli Italie        | 6 h 24 min 19 s |
| Hommes - contre-la-montre                   | Alex Zülle Suisse             | 48 min 13 s     | Chris Boardman Royaume-Uni  | 48 min 52 s     | Tony Rominger Suisse          | 48 min 54 s     |
| Épreuves féminines                          |                               |                 |                             |                 |                               |                 |
| Femmes - course en ligne                    | Barbara Heeb Suisse           | 2 h 53 min 05 s | Rasa Polikevičiūtė Lituanie | 2 h 53 min 22 s | Linda Jackson Canada          | 2 h 53 min 42 s |
| Femmes - contre-la-montre                   | Jeannie Longo-Ciprelli France | 35 min 16 s 07  | Catherine Marsal France     | 36 min 05 s 00  | Alessandra Cappellotto Italie | 36 min 10 s 47  |
| Épreuves masculines - moins de 23 ans       |                               |                 |                             |                 |                               |                 |
| Hommes - moins de 23 ans - course en ligne  | Giuliano Figueras Italie      | 4 h 23 min 50 s | Roberto Sgambelluri Italie  | 4 h 23 min 51 s | Luca Sironi Italie            | 4 h 24 min 19 s |
| Hommes - moins de 23 ans - contre-la-montre | Luca Sironi Italie            | 37 min 51 s 89  | Roberto Sgambelluri Italie  | 38 min 44 s 38  | Andreas Klöden Allemagne      | 38 min 48 s 39  |

## Tableau des médailles
| #     | Pays        |   |   |   | Total |
| ----- | ----------- | - | - | - | ----- |
| 1     | Italie      | 2 | 2 | 3 | 7     |
| 2     | Suisse      | 2 | 1 | 1 | 4     |
| 3     | France      | 1 | 1 | 0 | 2     |
| 4     | Belgique    | 1 | 0 | 0 | 1     |
| 5     | Royaume-Uni | 0 | 1 | 0 | 1     |
| 5     | Lituanie    | 0 | 1 | 0 | 1     |
| 7     | Canada      | 0 | 0 | 1 | 1     |
| 7     | Allemagne   | 0 | 0 | 1 | 1     |
| Total | Total       | 6 | 6 | 6 | 18    |